# Louis Jarente de Sénac d'Orgeval
Louis-François-Alexandre de Jarente de Sénas d'Orgeval de La Bruyère (1. června 1746 v Bressieux – 30. října 1810 v Paříži) byl francouzský ústavní biskup během Velké francouzské revoluce.
Působil jako generální vikář v Toulouse. Po smrti svého strýce Jarente de la Bruyère v roce 1788 se stal biskupem v Orléans. Byl jedním ze čtyř biskupů starého režimu, kteří po vypuknutí Francouzské revoluce přestoupili do nově reorganizované katolické církve, tzv. ústavní církve. V roce 1793 ovšem na úřad rezignoval a oženil se. Pracoval nejprve jako knihovník v Bibliothèque de l'Arsenal a poté jako profesor na vysoké škole. V Paříži je po něm pojmenována ulice Rue de Jarente ve 4. obvodu.